# Martínez (Ávila)
Martínez ist ein zentralspanischer Ort und eine Gemeinde (Municipio) mit 108 Einwohnern (Stand: 2024) in der Provinz Ávila in der Autonomen Region Kastilien-León. 

## Lage und Klima
Die Gemeinde Martínez liegt auf der Nordseite der Sierra de Gredos im Südwesten der Provinz Ávila in einer Höhe von ca. 1100 m. Die Entfernung nach Ávila beträgt knapp 55 km (Fahrtstrecke) in östlicher Richtung. Das Klima ist gemäßigt bis warm; der Regen (525 mm/Jahr) fällt mit Ausnahme der trockenen Sommermonate übers Jahr verteilt.

## Bevölkerungsentwicklung
| Jahr      | 1970 | 1981 | 1991 | 2001 | 2011 | 2021 |
| Einwohner | 588  | 343  | 301  | 228  | 156  | 111  |

## Sehenswürdigkeiten

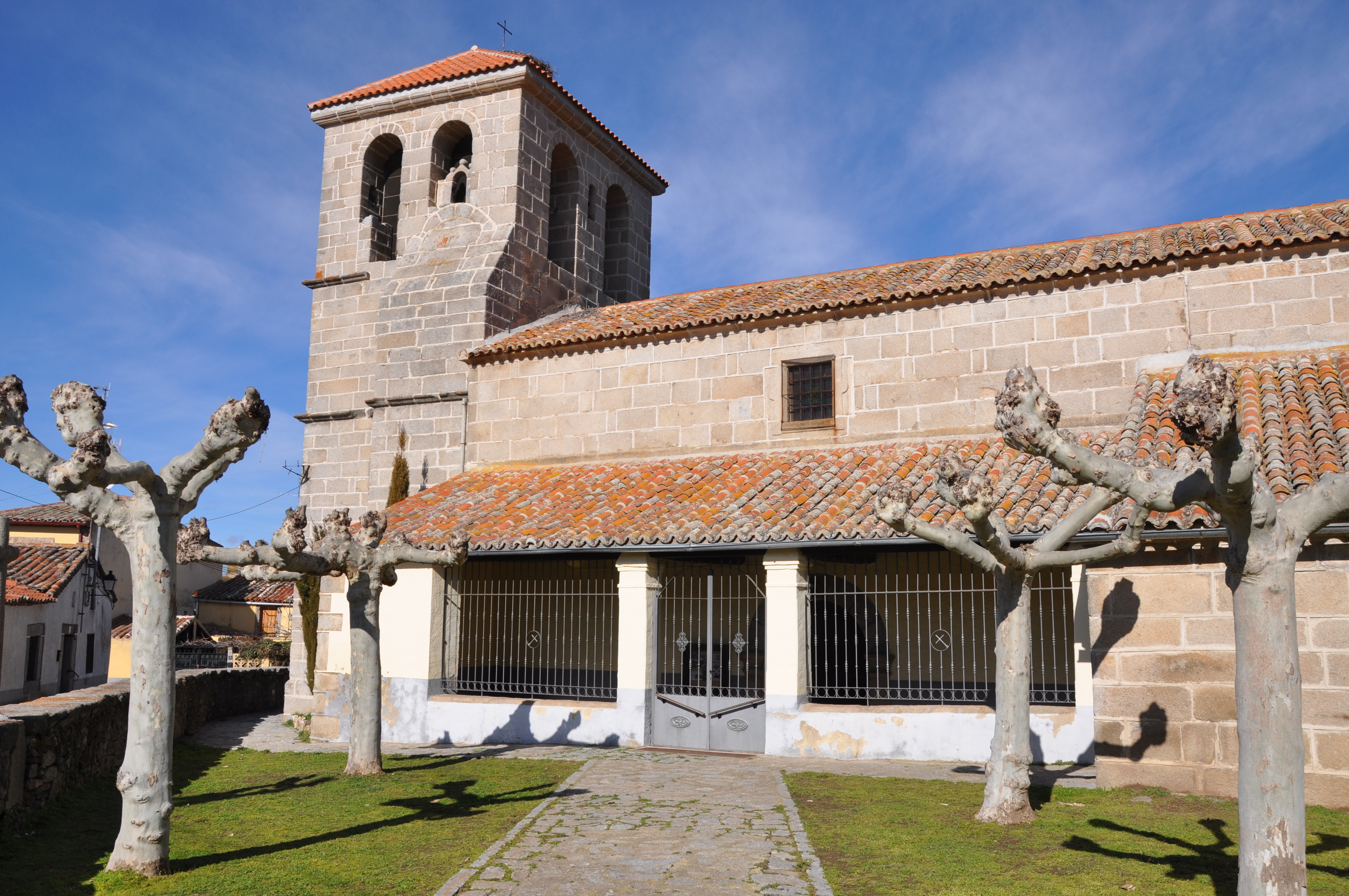
Thomaskirche

- Thomaskirche